# اچ‌نوام‌اس نیداروس (۱۸۴۱)
اچ‌نوام‌اس نیداروس (۱۸۴۱) (به انگلیسی: HNoMS Nidaros (1841)) یک کشتی بود که طول آن ۵۳ متر (۱۷۳ فوت ۱۱ اینچ) بود. این کشتی در سال ۱۸۴۱ ساخته شد.